# Gran Premio della Malesia 1999
Il Gran Premio della Malesia 1999 è stato un Gran Premio di Formula 1 disputato il 17 ottobre 1999 sul Circuito di Sepang, vicino a Kuala Lumpur; si tratta del primo Gran Premio della Malesia nella storia della Formula 1. La gara è stata vinta da Eddie Irvine su Ferrari; secondo e terzo sono giunti rispettivamente il suo compagno di squadra Michael Schumacher e Mika Häkkinen su McLaren-Mercedes.

## Prima della gara
Dopo essere stato sostituito per sei Gran Premi da Mika Salo a causa della frattura alla gamba riportata nel Gran Premio di Gran Bretagna, Michael Schumacher torna alla guida della Ferrari.

## Qualifiche
La Ferrari domina le qualifiche, con il rientrante Michael Schumacher che infligge quasi un secondo di distacco al compagno di squadra Irvine. Terzo è Coulthard, che precede Häkkinen e le due Stewart di Herbert e Barrichello. Seguono Wurz, Ralf Schumacher, Hill e Villeneuve, che chiude la top ten; solo quattordicesimo Frentzen, insoddisfatto dell'assetto della sua Jordan.

### Classifica
| Pos | N  | Pilota                | Costruttore/Motore   | Giro     | Distacco |
| --- | -- | --------------------- | -------------------- | -------- | -------- |
| 1   | 3  | Michael Schumacher    | Ferrari              | 1:39.688 |          |
| 2   | 4  | Eddie Irvine          | Ferrari              | 1:40.635 | +0.947   |
| 3   | 2  | David Coulthard       | McLaren - Mercedes   | 1:40.806 | +1.118   |
| 4   | 1  | Mika Häkkinen         | McLaren - Mercedes   | 1:40.866 | +1.178   |
| 5   | 17 | Johnny Herbert        | Stewart - Ford       | 1:40.937 | +1.249   |
| 6   | 16 | Rubens Barrichello    | Stewart - Ford       | 1:41.351 | +1.663   |
| 7   | 10 | Alexander Wurz        | Benetton - Playlife  | 1:41.444 | +1.756   |
| 8   | 6  | Ralf Schumacher       | Williams - Supertec  | 1:41.558 | +1.870   |
| 9   | 7  | Damon Hill            | Jordan - Mugen-Honda | 1:42.050 | +2.362   |
| 10  | 22 | Jacques Villeneuve    | BAR - Supertec       | 1:42.087 | +2.399   |
| 11  | 9  | Giancarlo Fisichella  | Benetton - Playlife  | 1:42.110 | +2.422   |
| 12  | 18 | Olivier Panis         | Prost - Peugeot      | 1:42.208 | +2.520   |
| 13  | 23 | Ricardo Zonta         | BAR - Supertec       | 1:42.310 | +2.622   |
| 14  | 8  | Heinz-Harald Frentzen | Jordan - Mugen-Honda | 1:42.380 | +2.692   |
| 15  | 11 | Jean Alesi            | Sauber - Petronas    | 1:42.522 | +2.834   |
| 16  | 5  | Alessandro Zanardi    | Williams - Supertec  | 1:42.885 | +3.197   |
| 17  | 12 | Pedro Diniz           | Sauber - Petronas    | 1:42.933 | +3.245   |
| 18  | 19 | Jarno Trulli          | Prost - Peugeot      | 1:42.948 | +3.260   |
| 19  | 21 | Marc Gené             | Minardi - Ford       | 1:43.563 | +3.875   |
| 20  | 14 | Pedro de la Rosa      | Arrows               | 1:43.579 | +3.891   |
| 21  | 20 | Luca Badoer           | Minardi - Ford       | 1:44.321 | +4.633   |
| 22  | 15 | Toranosuke Takagi     | Arrows               | 1:44.637 | +4.949   |

## Gara
Al via Michael Schumacher e Irvine mantengono il comando della corsa, davanti a Coulthard, Häkkinen, Barrichello ed Herbert. Nel corso del quarto passaggio il pilota tedesco lascia strada al compagno di squadra, tentando poi di rallentare i piloti della McLaren; Coulthard riesce a superarlo quasi subito, al quinto giro, mentre Häkkinen rimane bloccato dietro al rivale. Al 14º giro lo scozzese è costretto al ritiro per un problema tecnico; la situazione nelle posizioni di testa rimane invariata fino al 19º passaggio, quando Barrichello effettua la sua prima sosta ai box. Il brasiliano della Stewart ha programmato due pit stop, così come Irvine e Häkkinen, mentre Schumacher ed Herbert sono partiti con una strategia su un solo rifornimento; i primi due rientrano ai box alla 25ª e alla 27ª tornata, mentre gli altri due riforniscono contemporaneamente, al 28º giro.
Dopo la prima serie di soste ai box, Irvine è in testa davanti a Schumacher, Häkkinen, Barrichello ed Herbert; al 41º passaggio il nordirlandese effettua il suo secondo pit stop, tornando in pista alle spalle di Häkkinen. Il finlandese rifornisce per la seconda volta sei tornate più tardi, perdendo la posizione anche nei confronti di Herbert; riesce a passarlo solo a tre giri dal termine, dopo un errore dell'inglese. Nel frattempo Schumacher, dopo alcuni giri molto veloci, rallenta e come da ordini di scuderia fa passare Irvine, che coglie così la sua quarta – e ultima – vittoria in carriera. Il pilota della Ferrari precede, oltre al suo compagno di squadra, Häkkinen, Herbert, Barrichello e Frentzen, autore di una bella rimonta dal quattordicesimo posto in griglia; il piazzamento a punti, d'altro canto, non basta però al tedesco della Jordan per mantenere vive le sue speranze di conquistare il titolo piloti.

### Classifica
| Pos | N  | Pilota                | Costruttore/Motore   | Giri | Tempo/Ritiro                 | Griglia | Punti |
| --- | -- | --------------------- | -------------------- | ---- | ---------------------------- | ------- | ----- |
| 1   | 4  | Eddie Irvine          | Ferrari              | 56   | 1:36:38.494                  | 2       | 10    |
| 2   | 3  | Michael Schumacher    | Ferrari              | 56   | +1.040                       | 1       | 6     |
| 3   | 1  | Mika Häkkinen         | McLaren - Mercedes   | 56   | +9.743                       | 4       | 4     |
| 4   | 17 | Johnny Herbert        | Stewart - Ford       | 56   | +17.538                      | 5       | 3     |
| 5   | 16 | Rubens Barrichello    | Stewart - Ford       | 56   | +32.296                      | 6       | 2     |
| 6   | 8  | Heinz-Harald Frentzen | Jordan - Mugen-Honda | 56   | +34.884                      | 14      | 1     |
| 7   | 11 | Jean Alesi            | Sauber - Petronas    | 56   | +54.408                      | 15      |       |
| 8   | 10 | Alexander Wurz        | Benetton - Playlife  | 56   | +1:00.934                    | 7       |       |
| 9   | 21 | Marc Gené             | Minardi - Ford       | 55   | +1 giro                      | 19      |       |
| 10  | 5  | Alessandro Zanardi    | Williams - Supertec  | 55   | +1 giro                      | 16      |       |
| 11  | 9  | Giancarlo Fisichella  | Benetton - Playlife  | 52   | +4 giri                      | 11      |       |
| Rit | 22 | Jacques Villeneuve    | BAR - Supertec       | 48   | Idraulico                    | 10      |       |
| Rit | 12 | Pedro Diniz           | Sauber - Petronas    | 44   | Testacoda                    | 17      |       |
| Rit | 14 | Pedro de la Rosa      | Arrows               | 30   | Motore                       | 20      |       |
| Rit | 20 | Luca Badoer           | Minardi - Ford       | 15   | Testacoda                    | 21      |       |
| Rit | 2  | David Coulthard       | McLaren - Mercedes   | 14   | Pressione benzina            | 3       |       |
| Rit | 6  | Ralf Schumacher       | Williams - Supertec  | 7    | Testacoda                    | 8       |       |
| Rit | 15 | Toranosuke Takagi     | Arrows               | 7    | Trasmissione                 | 22      |       |
| Rit | 23 | Ricardo Zonta         | BAR - Supertec       | 6    | Motore                       | 13      |       |
| Rit | 18 | Olivier Panis         | Prost - Peugeot      | 5    | Motore                       | 12      |       |
| Rit | 7  | Damon Hill            | Jordan - Mugen-Honda | 0    | Collisione con G. Fisichella | 9       |       |
| NP  | 19 | Jarno Trulli          | Prost - Peugeot      | 0    | Motore                       | 18      |       |

## Decisioni della FIA

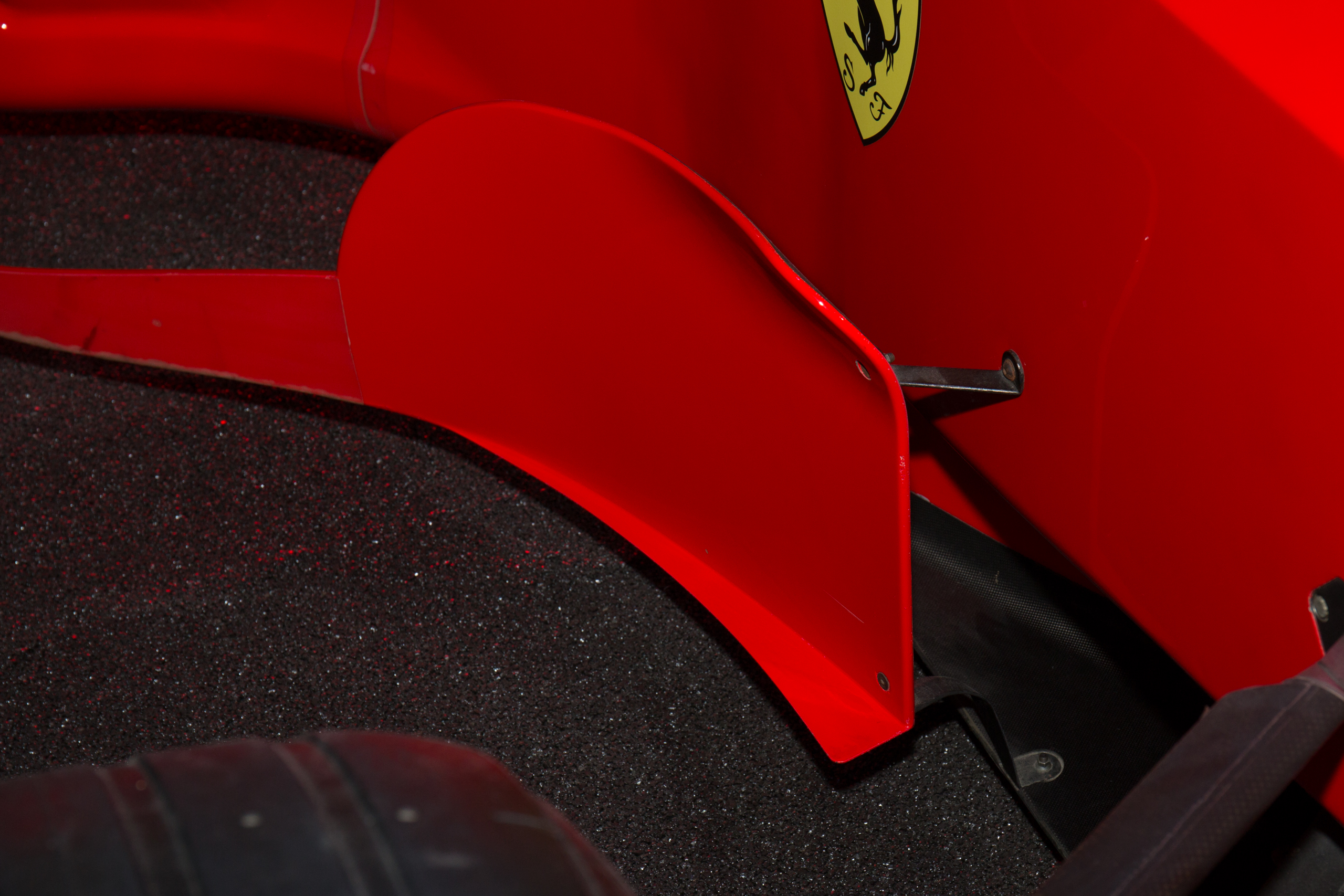
I deviatori di flusso della Ferrari F399. Si nota la forma "a coltello" dell'elemento aerodinamico nella sua parte terminale, al centro della discussa squalifica malese e della successiva revoca parigina.

I ferraristi Eddie Irvine e Michael Schumacher, rispettivamente primo e secondo sul podio, dopo le verifiche tecniche di fine gara, vengono inizialmente squalificati per una presunta irregolarità riscontrata nelle dimensioni dei deviatori di flusso delle loro F399; questi, introdotti dalla scuderia italiana nel precedente appuntamento del Nürburgring, sono caratterizzati alla base da un profilo orizzontale "a coltello", che i commissari malesi ritengono fuorilegge in quanto trovato più corto di 10 millimetri rispetto al regolamento vigente. Questa decisione renderebbe Mika Häkkinen campione del mondo: coi 10 punti della vittoria ottenuta a tavolino, infatti, il pilota finlandese salirebbe a quota 72 in classifica, mentre il suo rivale Irvine, rimanendo fermo a 60, perderebbe la possibilità matematica di vincere il titolo all'ultima gara; la McLaren conquisterebbe inoltre il titolo costruttori, portandosi a 120 punti contro i 102 della Ferrari.
Nella settimana successiva al Gran Premio incriminato, la Ferrari presenta ricorso contro la squalifica: la memoria difensiva degli avvocati di Maranello verte su un comma del regolamento, che permette una tolleranza minima di 10 millimetri in questo preciso ambito tecnico. Il 23 ottobre 1999 la Corte di Appello Internazionale della FIA di Parigi accoglie le tesi del team italiano, revocando tale sanzione. Irvine e la Ferrari tornano così in vetta a entrambi i campionati, con un vantaggio di +4 rispettivamente nei confronti di Häkkinen e della McLaren.

## Classifiche

### Piloti
| Pos. | Pilota                | Punti |
| ---- | --------------------- | ----- |
| 1    | Eddie Irvine          | 70    |
| 2    | Mika Häkkinen         | 66    |
| 3    | Heinz-Harald Frentzen | 51    |
| 4    | David Coulthard       | 48    |
| 5    | Michael Schumacher    | 38    |
| 6    | Ralf Schumacher       | 33    |
| 7    | Rubens Barrichello    | 21    |
| 8    | Johnny Herbert        | 15    |
| 9    | Giancarlo Fisichella  | 13    |
| 10   | Mika Salo             | 10    |
| 11   | Jarno Trulli          | 7     |
| 11   | Damon Hill            | 7     |
| 13   | Alexander Wurz        | 3     |
| 13   | Pedro Diniz           | 3     |
| 15   | Olivier Panis         | 1     |
| 16   | Pedro de la Rosa      | 1     |
| 16   | Jean Alesi            | 1     |
| 16   | Marc Gené             | 1     |

### Costruttori
| Pos. | Team                 | Punti |
| ---- | -------------------- | ----- |
| 1    | Ferrari              | 118   |
| 2    | McLaren - Mercedes   | 114   |
| 3    | Jordan - Mugen-Honda | 58    |
| 4    | Stewart - Ford       | 36    |
| 5    | Williams - Supertec  | 33    |
| 6    | Benetton - Playlife  | 16    |
| 7    | Prost - Peugeot      | 9     |
| 8    | Sauber - Petronas    | 4     |
| 9    | Arrows               | 1     |
| 9    | Minardi - Ford       | 1     |